# Zuane Mocenigo
Giovanni Zuane Mocenigo (* 2. August 1531 in Venedig; † 22. Juni 1598 in ebenda) war ein venezianischer Provveditore  Generale.
Er war ein Mitglied der venezianischen Patrizierfamilie Mocenigo, aus der sieben Dogen hervorgingen. In der venezianischen Marine nahm er an zahlreichen Seeschlachten teil und zeichnete sich 1571 in der Seeschlacht von Lepanto aus.
Zuane Mocenigo war Provveditore Generale di Dalmatien, bevor er 1594 als Nachfolger von Marcantonio Barbaro als Provveditore von Palmanova gewählt wurde.